# Cal Joan del Malla
Cal Joan del Malla és una obra d'Almenar (Segrià) inclosa a l'Inventari del Patrimoni Arquitectònic de Catalunya.

## Descripció
Habitatge entre mitgeres de planta baixa, dos pisos i terrat parcialment cobert. La façana presenta els elements força ordenats. Compta amb quatre portes a la planta baixa, tres de mida gran i una de petita, i tres balcons a cada pis. El terrat és tancat per una balustrada i cobert parcialment per una teulada sostinguda per tres pilars força prims.